# 高峰山 (三重県)
高峰山 (たかみねさん)は、三重県尾鷲市の西方、矢ノ川峠の北にそびえる標高1,045 mの台高山脈南部の山である。別名が、高小屋山。

## 概要
黒潮の影響を直接受ける南海型気候の多雨地帯である。周辺の谷と山腹は浸食が進み急峻な険しい山容の山となっている。山腹の一部で照葉樹林や雑木林が見られ、ほぼ全山が人工林（植林地）となっている。山頂には一等三角点「高小屋山」があり、一等三角点百名山、及び近畿百名山のひとつに選定されている。

## 登山
矢ノ川峠及び古川林道からの2つのコースの登山道が開設されているが、訪問する人は少ない。矢ノ川峠から約2時間程、道の険しい健脚向けのコースを歩かねばならない。山頂の露出した岩が突き出た台地から、北には大台ヶ原の山並み、南には熊野灘、東には尾鷲市街を見渡せ、全方位への眺望が開けている。

## 地理
紀伊山地東部の台高山脈南部に位置する。

### 周辺の主な山
- 大台ヶ原山
- 便石山
- 八鬼山

### 周辺の主な峠
- 矢ノ川峠
- 馬越峠（熊野古道）

### 源流の河川
以下の太平洋へ流れる河川の源流となる山である。
- 又口川[3] - 銚子川の支流
- 南谷、古和谷 - 矢川の支流
- 中川
- 古川 - 北山川の支流

### 交通・アクセス
東海旅客鉄道（JR東海）紀勢本線「尾鷲駅」の南西6 kmに位置する。南東山腹に国道42号が通る。